# ماكسيم كريبو
ماكسيم كريبو (مواليد 11 مايو 1994) هو لاعب كرة قدم كندي يلعب كحارس مرمى في نادي فانكوفر وايتكابس.

## روابط خارجية
- ماكسيم كريبو على موقع الدوري الأمريكي (الإنجليزية)
- ماكسيم كريبو على موقع إي إس بي إن إف سي (الإنجليزية)
- ماكسيم كريبو على موقع قاعدة بيانات كرة القدم.إي يو (الإنجليزية)
- ماكسيم كريبو على موقع ليكيب (الفرنسية)
- ماكسيم كريبو على موقع ناشيونال فوتبول تيمز (الإنجليزية)
- ماكسيم كريبو على موقع Soccerway.com (الإنجليزية)
- ماكسيم كريبو على موقع عالم كرة القدم.نت (الإنجليزية)
- ماكسيم كريبو على موقع AS.com (الإسبانية)